# Tetraloniella michaelseni
Tetraloniella michaelseni là một loài Hymenoptera trong họ Apidae. Loài này được Friese mô tả khoa học năm 1916.